# Xuzhou Metro
Xuzhou Metro ist die U-Bahn der chinesischen Stadt Xuzhou in der Provinz Jiangsu. Langfristig soll ein Netz aus 11 Linien mit über 300 Kilometern Länge entstehen.

## Netz

### Linie 1
Die Linie 1 verbindet den Ostbahnhof an den Schnellfahrstrecken nach Nanjing, Jinan oder Zhengzhou mit dem Bahnhof Xuzhou und Vororten im Westen. Bis auf einen aufgeständerten Abschnitt an der westlichen Endhaltestelle Luwo verläuft die gesamte Strecke unterirdisch. Die Strecke ist rund 22 Kilometer lang und hat 18 Stationen.

### Linie 2
Ein Jahr später folgte am 28. November 2020 die Linie 2. Sie führt vom Norden über das Stadtzentrum nach Osten und besitzt 20 Stationen bei 24,2 Kilometern Länge.  Eine Fahrt auf der Gesamtstrecke dauert rund 45 Minuten bei einer Durchschnittsgeschwindigkeit von 32 km/h.

### Linie 3
Die Linie 3 ist eine Nord-Süd-Linie, die von Zhenxingdadao nach Yinshan führt. Am Bahnhof Xuzhou kann zur Linie 1 umgestiegen werden. Die gesamte Strecke ist für eine Höchstgeschwindigkeit von 80 km/h ausgelegt, ist 26,5 Kilometer lang und hat 22 Stationen. Der zentrale, etwa 18 Kilometer lange Abschnitt wurde im Juni 2021 eröffnet, am 3. Dezember 2024 wurde die Linie an beiden Enden verlängert.

## Fahrzeuge
Auf allen drei Linien werden Sechswagenzüge des Typs B von CRRC Nanjing Puzhen eingesetzt. Ihre Motoren werden über eine Oberleitung mit Gleichstrom der Spannung 1500 Volt versorgt.